# HD342867
HD342867 — хімічно пекулярна зоря спектрального класу A1, що має видиму зоряну величину в смузі V приблизно  9,4.
Вона  розташована на відстані близько 1212,5 світлових років від Сонця.

## Пекулярний хімічний склад
Зоряна атмосфера HD342867 має підвищений вміст 
Si
.